# Rawa Rengas
Rawa Rengas is een bestuurslaag in het regentschap Tangerang van de provincie Banten, Indonesië. Rawa Rengas telt 12.743 inwoners (volkstelling 2010).